# Rumšiškės

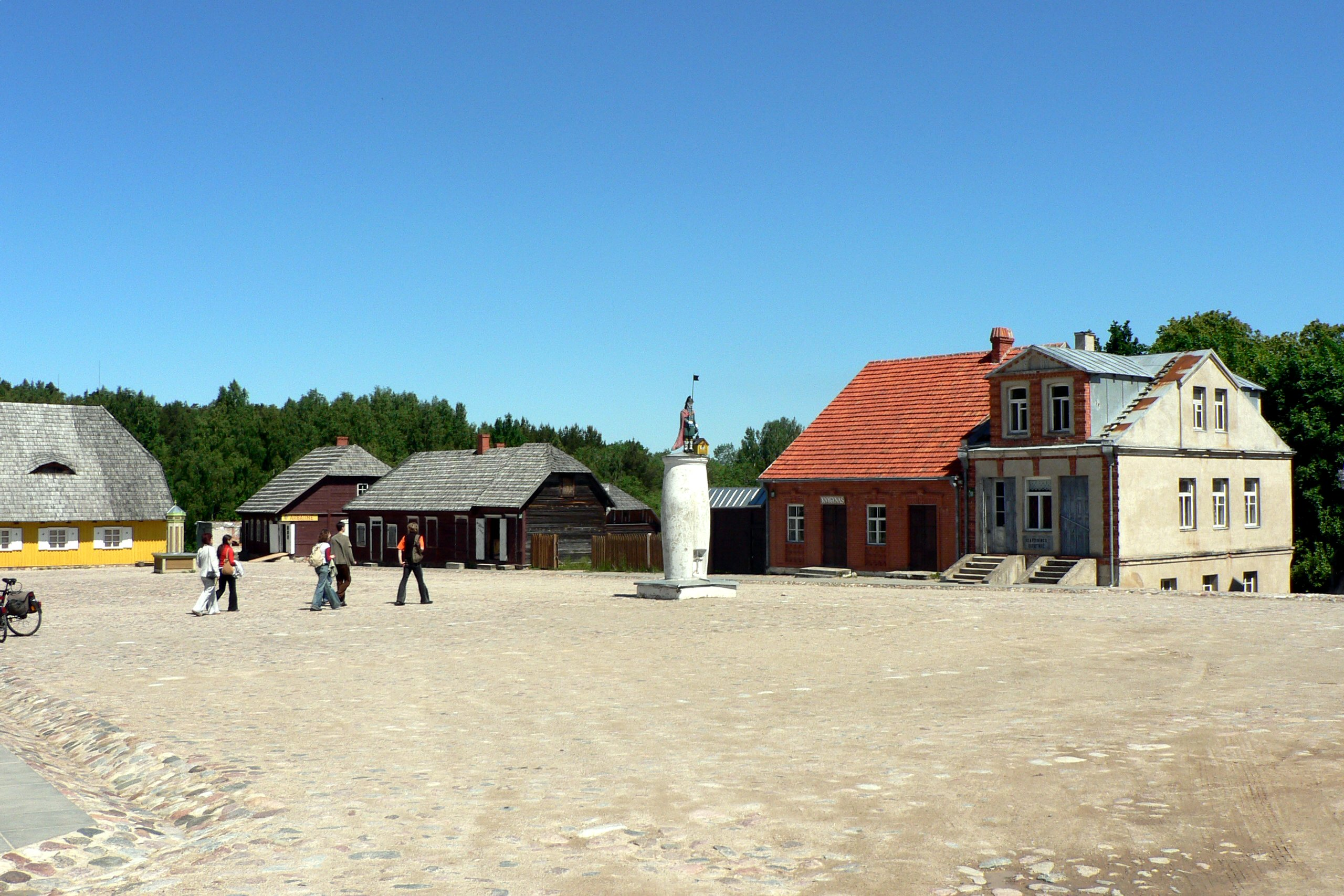
Plaza de museo etnográfico.

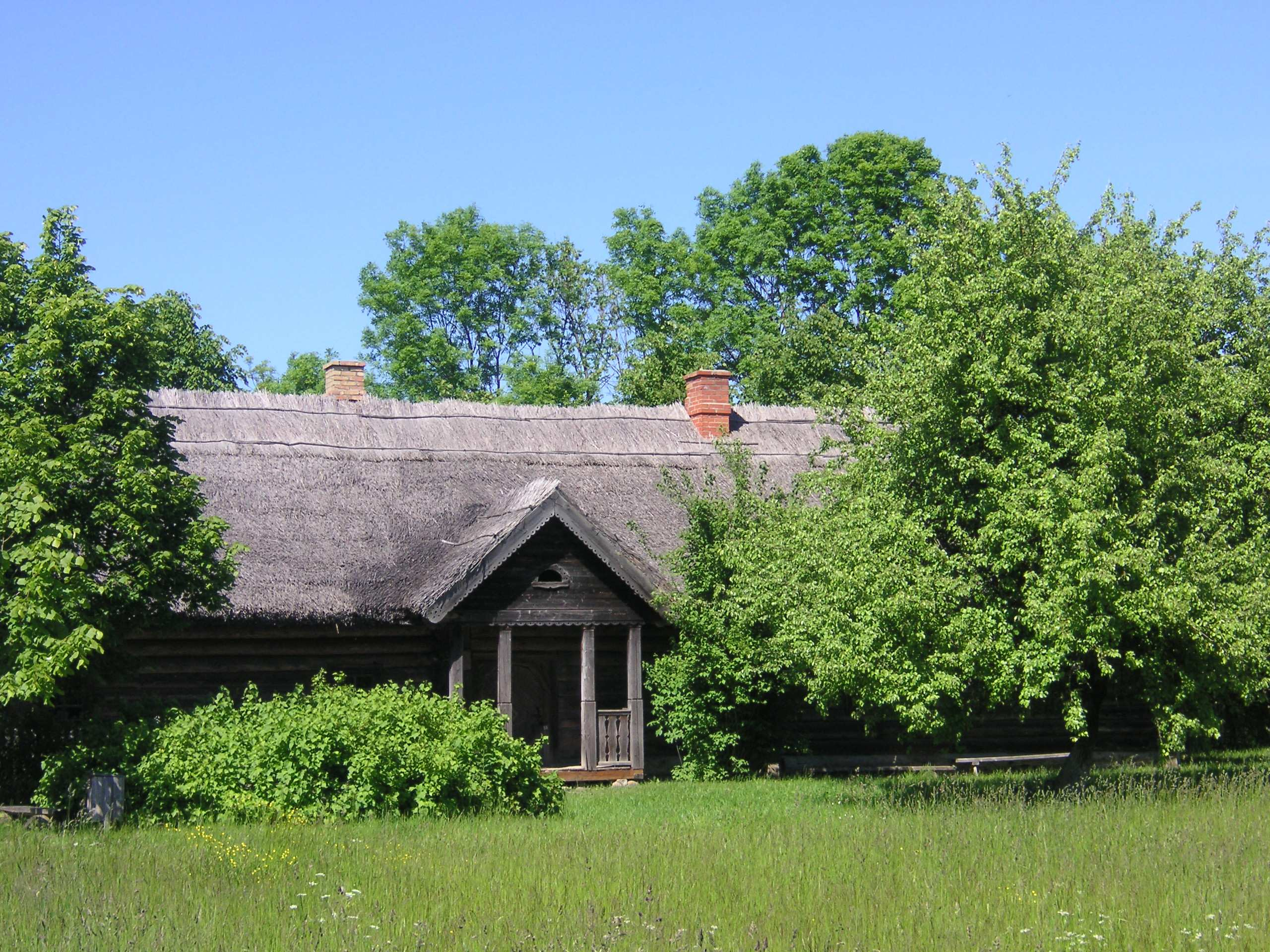
Un de edificios en museo etnográfico.

Rumšiškės es una localidad lituana (población 1.833), situada al este de Kaunas en el banco norteño de la laguna de Kaunas, Distrito Municipio de Kaišiadorys. La parte meridional de la ciudad (lugar de nacimiento incluyendo del poeta lituano Jonas Aistis) ahora está debajo de las aguas del lago artificial. La décimo octava iglesia del siglo de Rumšiškės (reconstruido en el siglo XIX) fue trasladada a su actual lugar en 1958, cuando el lago fue creado. 
Hoy, Rumšiškės es más conocida por su excelente museo etnográfico al aire libre (establecido en 1966 y abierto en 1974), uno de los más extensos de Europa. El museo al aire libre de Rumšiškės exhibe la herencia de la vida rural lituana en una colección extensa de los edificios re-erigidos auténticos donde los lituanos vivían y trabajaban. El área total de 175 has contiene 140 edificios a partir del S. XVIII-XIX con el interior y los alrededores originales restaurados. Este museo fue establecido para ayudar a preservar y a investigar las maneras anteriores de vivir. El territorio del museo es un lugar muy popular era festivales etnográficos se celebra y se llevan a cabo los conciertos populares de la canción y de la danza. Este museo es muy fácil de alcanzar puesto que está situado a 18 kilómetros al este de la ciudad de Kaunas, cerca de la carretera de Kaunas-Vilna.
- Datos: Q1015264
- Multimedia: Rumšiškės / Q1015264